# Grytviken
Grytviken (norwegisch: gryte = Topf, Kessel; vik = Bucht; ursprüngliche deutsche Übersetzung: Grapenbucht) ist eine mittlerweile verlassene Walfangstation auf der Insel Südgeorgien. Die Siedlung war früher Hauptort des britischen Überseegebietes Südgeorgien und die Südlichen Sandwichinseln. Eine geringe Anzahl Bewohner lebt im nahegelegenen Stützpunkt King Edward Point.
Unter geographischen Gesichtspunkten ist die Lage von Grytviken als Naturhafen in der Bucht King Edward Cove innerhalb der Cumberland East Bay als optimaler Standort zu bewerten: Um die King Edward Cove herum gibt es eine relativ große Fläche mit bebaubarem flachem Land; das Areal ist relativ windgeschützt; es besteht Zugang zu Süßwasserquellen und -bächen.

## Geschichte

Ehemalige und aktuelle Siedlungen auf Südgeorgien

Der Ort wurde im November 1904 von Carl Anton Larsen als Walfangstation der Compañía Argentina de Pesca gegründet. Larsen wurde in Norwegen geboren und erhielt 1910 auf Antrag die britische Staatsbürgerschaft. Die örtlichen Anlagen, darunter auch eine Feldbahn (siehe Eisenbahnen auf Südgeorgien), dienten bis zu ihrer Schließung 1966 als industrielle Basis für Walfang und -verarbeitung. Überreste davon sind bis heute erhalten geblieben, z. B. riesige Walöl-Tanks, Verarbeitungsanlagen und einige administrative Einrichtungen.
Die Benennung geht auf Johan Gunnar Andersson zurück, der 1902 bei der Schwedischen Antarktisexpedition hier zurückgelassene Trankochtöpfe von Walfängern fand. Der Name Grytvik, der ursprünglich für die vorgelagerte Bucht vorgesehen war, wurde in der Zeit zwischen 1905 und 1906 durch den Kapitän Michael Henry Hodges (1874–1951) von der Royal Navy auf den Ort übertragen und die Bucht in King Edward Cove umbenannt.

## Bevölkerung
Grytviken selbst hat keine Einwohner mehr. In der nahegelegenen Forschungsstation am King Edward Point leben und arbeiten bis zu 44 Forscher und Mitarbeiter des British Antarctic Survey sowie zwei Regierungsbeamte mit ihren Ehepartnern. Im gesamten Überseegebiet gibt es keine ständigen Bewohner mehr.

## Sehenswürdigkeiten

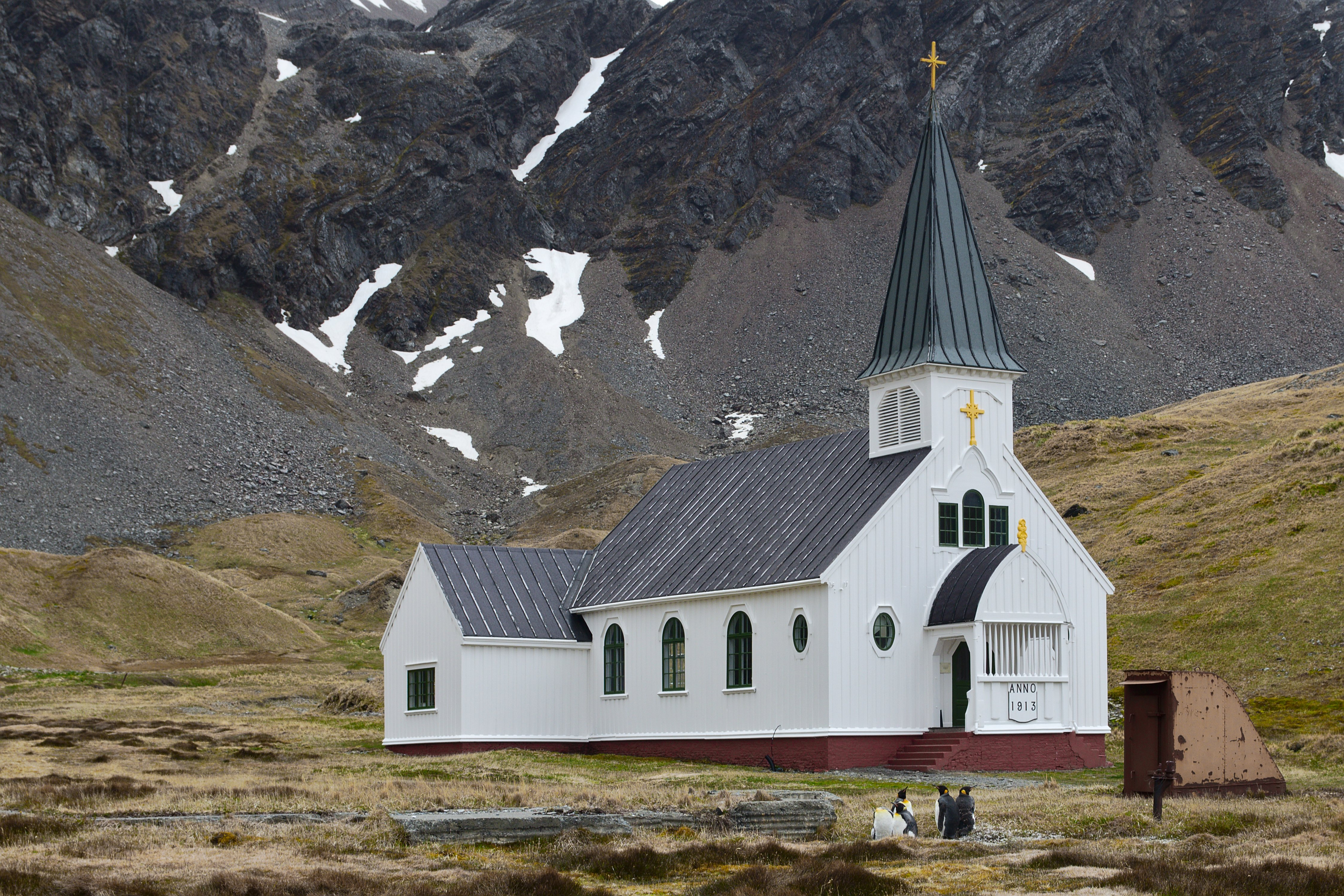
Whalers Church (2016)

### Whalers Church
Erhalten und restauriert wurde die Whalers Church, eine Kirche, die man in vorgefertigten Einzelteilen aus Norwegen nach Grytviken brachte und die zum Weihnachtsfest 1913 geweiht wurde. Zur Zeit der argentinischen Invasion 1982 flüchteten sich die damals auf Südgeorgien stationierten Wissenschaftler in die Kirche. Nach der Rückeroberung durch die Briten waren in dem Gotteshaus eine Zeitlang argentinische Gefangene untergebracht. Die im Anschluss daran vorgefundenen Vandalismusschäden sind dokumentiert. Im Jahr 2013 übergab die Norwegische Kirche die Kirche an die anglikanische Kirche auf den Falklands. Gottesdienste finden meist zu Weihnachten für Kreuzfahrtteilnehmer und die Besatzungen von Seeschiffen statt.

### South Georgia Museum

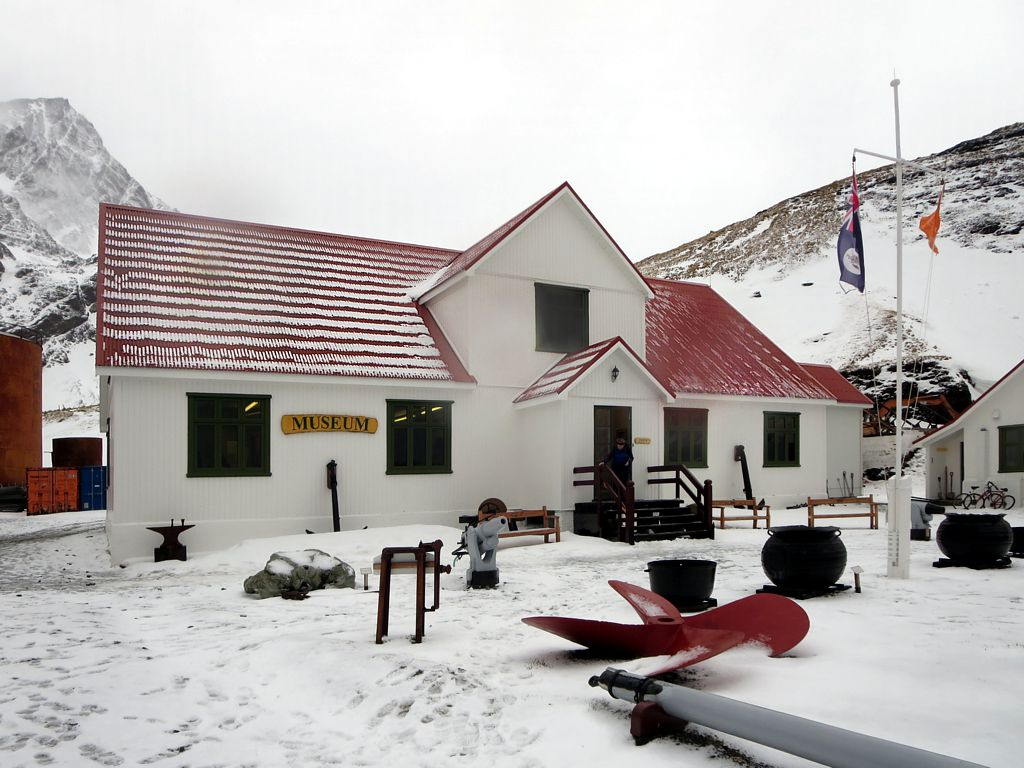
South Georgia Museum

In der Villa von Grytviken, dem früheren Verwaltungsgebäude der Walfangstation, befindet sich seit 1991 das South Georgia Museum. Mit den Exponaten wird auf die Geschichte und die Natur Südgeorgiens eingegangen. Mit etwa 7000 Besuchern jährlich gehört es zu den meistbesuchten Museen im Bereich der Antarktis und der subantarktischen Inseln.

### Grab von Sir Ernest Shackleton

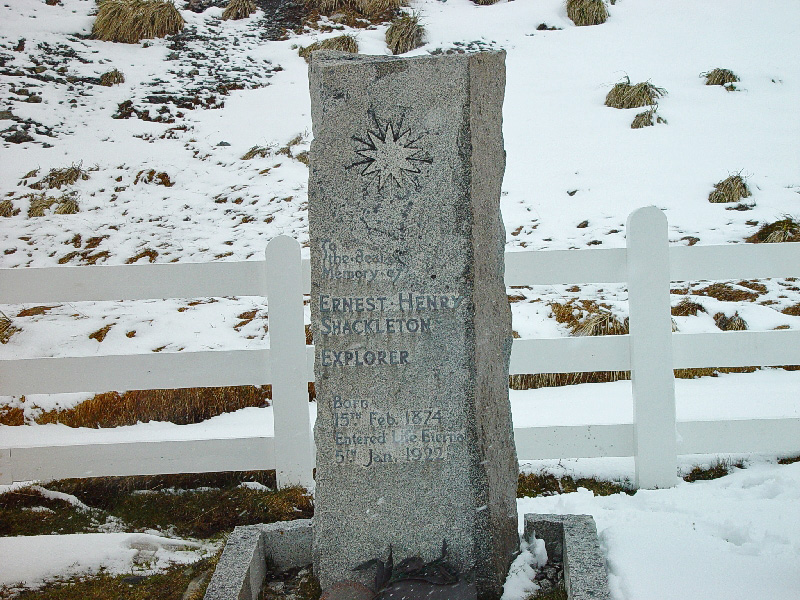
Grab von Sir Ernest Shackleton

Bekannt ist Grytviken auch für die Verbindung zur Biografie von Sir Ernest Shackleton. In Grytviken fand 1916 seine auf Elephant Island begonnene abenteuerliche Reise nach dem Scheitern der Endurance-Expedition ihr glückliches Ende. 1922 wurde Shackleton auf dem Friedhof Grytvikens begraben, nachdem er zu Beginn einer weiteren Expedition gestorben war. 2011 wurde neben Shackleton der 1939 in Südafrika gestorbene Polarforscher Frank Wild bestattet.
Das älteste Grab auf dem Friedhof von Grytviken datiert aus dem Jahr 1838, das jüngste, ein schlichtes weißes Kreuz am Eingang, erinnert an den argentinischen Soldaten Felix Artuso, einem U-Bootfahrer, der 1982 im Zuge der Kämpfe zwischen Argentinien und Großbritannien umkam.

### Kino
Den Einwohnern der Walfangstationen standen an diesem extrem abgelegenen Ort für die Freizeitgestaltung drei Einrichtungen zur Verfügung: eine Wiese zum Fußballspielen, die Bibliothek und das Kino. Sie wurden zu den „normalen Annehmlichkeiten der Zivilisation“ gezählt. Da es Kinosäle auch in den anderen Walfangstationen gab, wurden die Filme reihum getauscht. Für die Reinigung der Kinogebäude waren die Benutzer selber zuständig. Überliefert ist der Hinweis, dass „die Filmgesellschaft in Oslo uns gebeten hat, auf alle großen farbigen Kinoplakate in den Filmdosen aufzupassen und sicherzustellen, dass sie nicht verloren gehen, da sie sonst bezahlt werden müssen“. Das hölzerne Kinogebäude in Grytviken wurde laut Inschrift 1930 eingerichtet. Bedingt durch die starken Stürme ist das Haus mindestens seit 1993 eingestürzt.

### Schiffswracks
Grytviken und seine Umgebung sind von mehreren Wracks übersät. Die Schiffe Petrel, Dias und Albatros wurden gestrandet und verrosten nach jahrzehntelangem Dienst. Die Santa Fe, ein argentinisches U-Boot, wurde im Falklandkrieg 1982 von britischen Truppen außer Gefecht gesetzt und ergänzt seither das Volumen an Schiffsschrott in dieser Gegend.  

## Sonstiges
Grytviken kann mittels Google Street View erkundet werden, auch die Whalers Church kann von außen und innen angesehen werden.

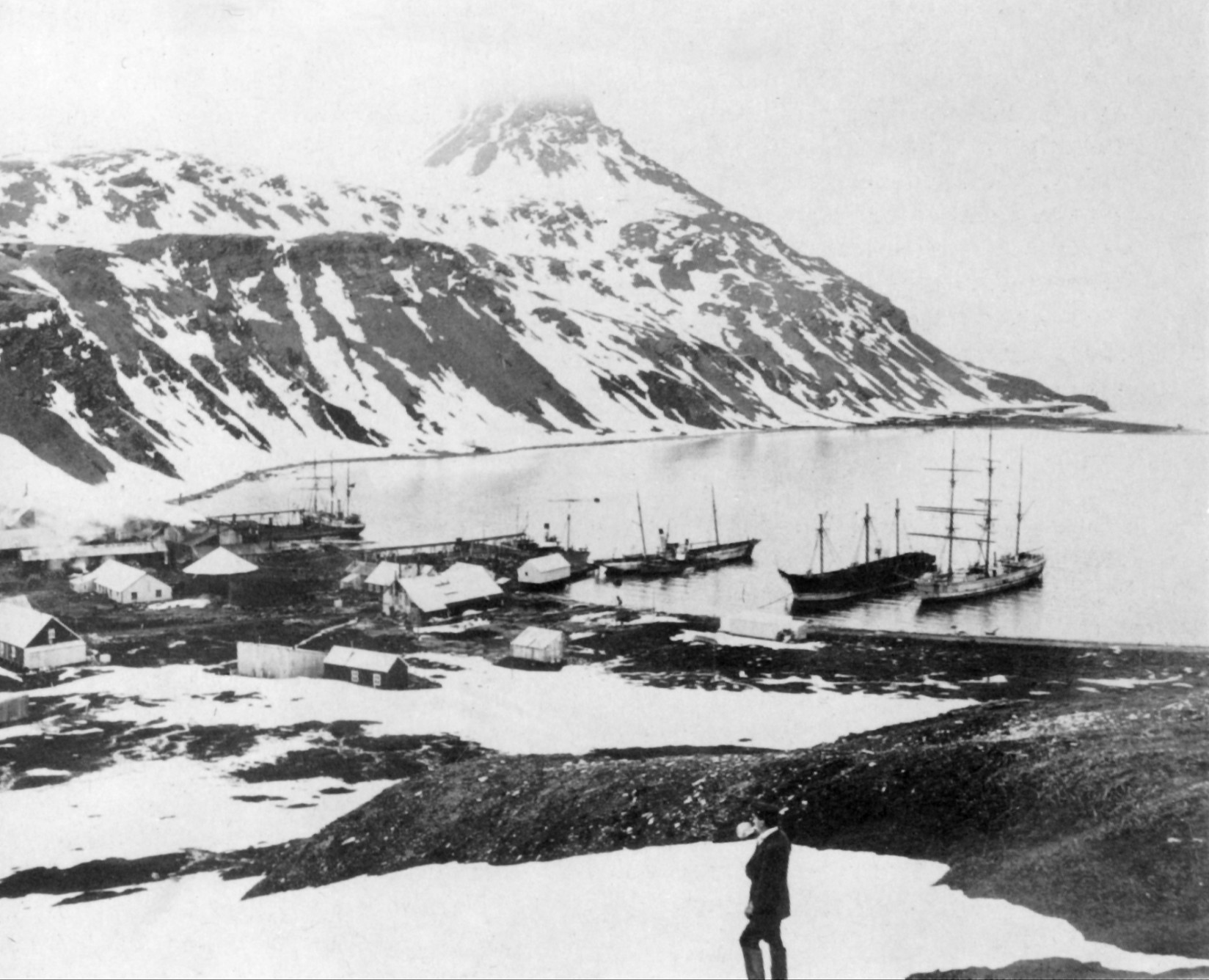
Grytviken, 1914
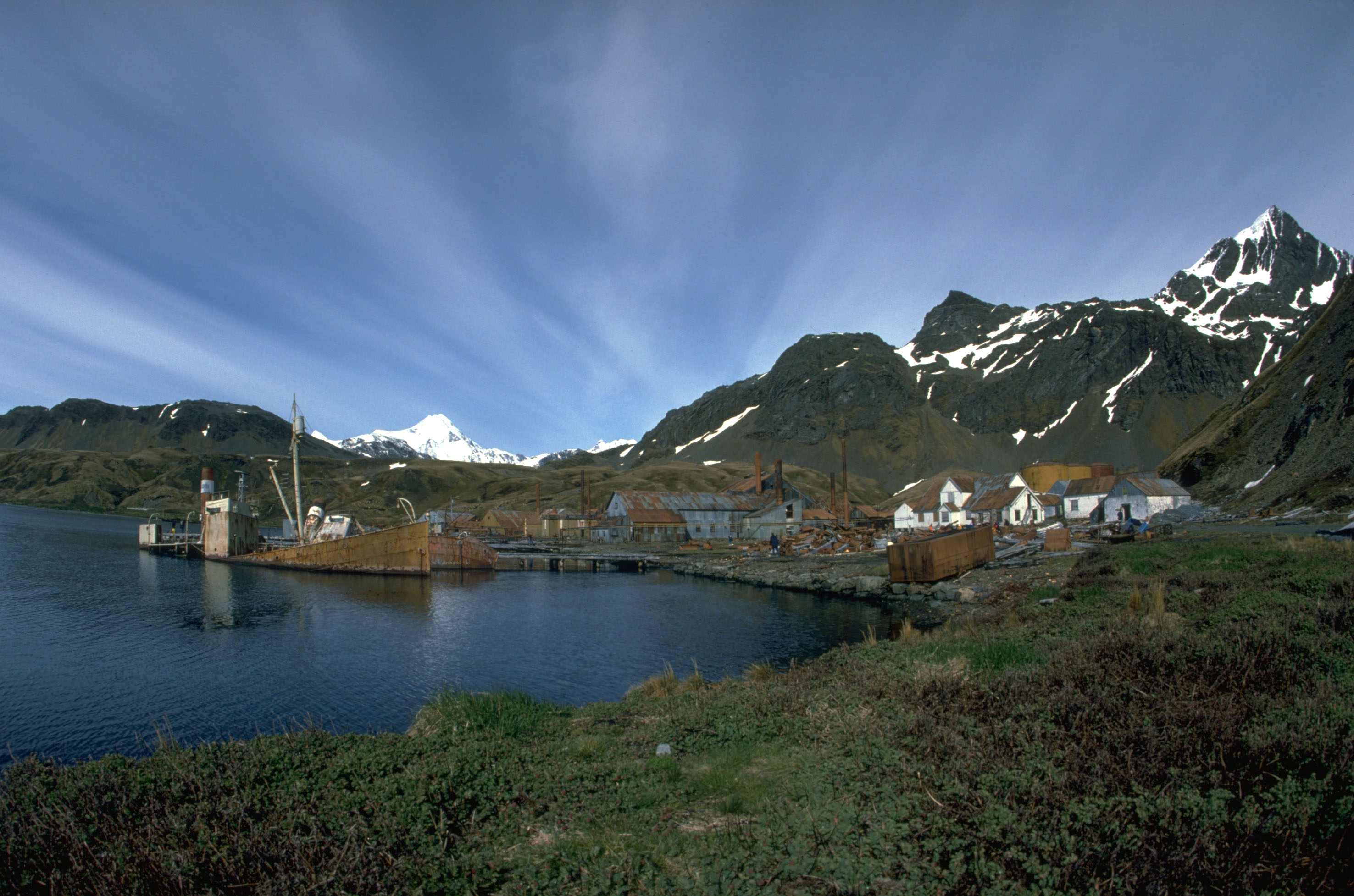
Grytviken, 1989
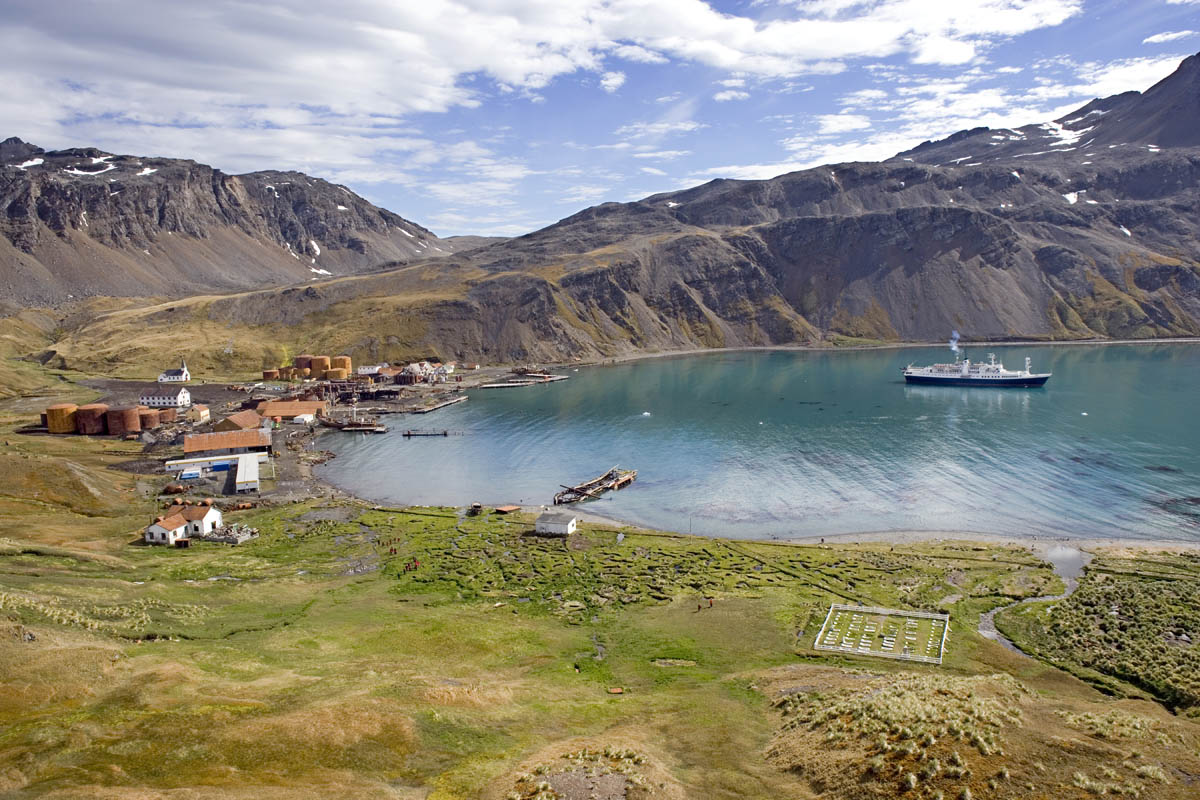
Hafen von Grytviken mit Walfangstation, Kirche und Friedhof mit Shackletons Grab, 2004